# Tom Skerritt
 (août 2022).
Si vous disposez d'ouvrages ou d'articles de référence ou si vous connaissez des sites web de qualité traitant du thème abordé ici, merci de compléter l'article en donnant les références utiles à sa vérifiabilité et en les liant à la section « Notes et références ».
Tom Skerritt est un acteur et réalisateur américain, né le 25 août 1933 à Détroit.
Notamment apparu dans les comédies M*A*S*H  (1970) et Faut trouver le joint (Up in Smoke, 1978), il est célèbre pour ses rôles dans des films acclamés, tenant notamment les rôles du capitaine Arthur Dallas dans Alien (1979), du shérif George Bannerman dans Dead Zone (1983), de l'instructeur Mike « Viper » Metcalf dans Top Gun (1986), ou encore celui du révérend John Maclean dans Et au milieu coule une rivière (A River Runs Through, 1992). Son interprétation du shérif Jimmy Brock entre 1992 et 1996 dans la série Un drôle de shérif (Picket Fences) lui vaut un Emmy Award.

## Biographie

### Jeunesse
Tom Skerritt est né à Detroit dans le Michigan. Il est le fils d'Helen, une femme au foyer, et de Roy Skerritt, un homme d'affaires. Il est le dernier de leurs trois enfants. Diplômé en 1951 du lycée Mackenzie de Detroit, Skerritt a fréquenté la Wayne State University et l'Université de Californie à Los Angeles.
Tom Skerritt s'est enrôlé dans l'armée juste après avoir obtenu son diplôme d'études secondaires et a effectué une période de service de quatre ans dans l'US Air Force en tant que spécialiste des classifications. La majeure partie de son engagement militaire s'est passé à Bergstrom Field, au Texas.

### Carrière

#### Années 1960-1970
Skerritt fait ses débuts au cinéma dans La guerre est aussi une chasse (War Hunt), produit par Terry Sanders et sorti en 1962. Il apparait dans de nombreuses séries comme Mon Martien favori (My Favorite Martian) et The Real McCoys (en) en 1963, dans Bonanza en 1964 et dans Les Aventuriers du Far West (Death Valley Days) de 1965 à 1968.
Durant cette période, Skerrit joue des personnages récurrents, apparaissant dans cinq épisodes des séries 12 O'Clock High (en) (1964-1967) et Gunsmoke (1965-1972).
Les apparitions notables de Skerritt au cinéma incluent M*A*S*H (1970), Harold et Maude (crédité sous le nom de "M. Borman", 1971), Super nanas (Big Bad Mama), Faut trouver le joint (Up in Smoke) (1978), Château de rêves (Ice Castles) (1978), ou encore Alien (1979) qui le voit jouer le capitaine Dallas.

#### Années 1980
En 1983, il seconde Christopher Walken en incarnant le shérif Bannerman dans le film fantastique The Dead Zone de David Cronenberg, adaptation du roman homonyme du maître de l'horreur Stephen King.
En 1986, soit sept ans après avoir joué devant la caméra de Ridley Scott, il joue pour son frère Tony Scott qui lui donne le rôle du commandant de la US Navy et instructeur du programme Topgun, Mike « Viper » Metcalf, dans le film Top Gun qui met en scène un tout jeune Tom Cruise qui voit sa carrière propulsée grâce au film. Recevant un accueil mitigé de la part de la presse spécialisée, le film connait un immense succès auprès du public. La même année, il joue dans Cap sur les étoiles (SpaceCamp) qui connait une promotion des plus compliqués à cause de l'accident de la navette spatiale Challenger survenu quelques mois avant la sortie du film.
De 1987 à 1988, il joue le rôle de Evan Drake dans six épisodes de la série Cheers. En 1988, il a joué avec Nancy Allen et Lara Flynn Boyle dans Poltergeist III.
En 1989, il interprète le rôle de Thomas Drummond "Drum" Eatenton dans Potins de femmes (Steel Magnolias).

#### Années 1990
En 1992, il apparait dans le film acclamé par la critique réalisé par Robert Redford Et au milieu coule une rivière (A River Runs Through), incarnant un pasteur passionné de pêche à la mouche et père des deux frères protagonistes du film. Sur fond de tournoi d'échecs et accompagné de Daniel Baldwin, il traque un tueur en série qu'il suspecte être Christophe Lambert dans le film Face à face (Knight Moves) de Carl Schenkel. À partir de la même année, et jusqu'en 1996, il tient le rôle du shérif Jimmy Brock dans la série Un drôle de shérif (Picket Fences) de CBS, remportant au passage un Emmy Award. 
En 1997, il joue un astronaute potentiel dans Contact de Robert Zemeckis.

#### Années 2000
En 2002, il incarne le général William Westmoreland dans le téléfilm d'HBO Sur le chemin de la guerre (Path to War) qui se concentre sur Lyndon B. Johnson et la guerre du Viêt Nam.
En 2004, il joue dans les téléfilms Homeland Security et État d'alerte (The Grid).
En 2005, il prête sa voix au personnage de Clay Allison dans le western vidéoludique Gun porté par Thomas Jane, qui comprend une distribution prestigieuse avec notamment Ron Perlman, Kris Kristofferson, Lance Henriksen ou encore Brad Dourif.
De 2006 à 2009, il incarne le défunt William Walker dans Brothers & Sisters, apparaissant dans le pilote et plusieurs scènes de flashbacks,.  C'est la deuxième fois qu'il jouait le mari de Sally Field après Steel Magnolias. En 2006, il joue le rôle d'Ezekiel dans la mini-série Fallen d'ABC Family aux côtés de Paul Wesley. Il est également apparu comme guide sur le site vitrine du système d'exploitation Windows Vista de Microsoft.
En 2007, il fait un caméo dans le dernier épisode de la série télévisée The Dead Zone, vingt-quatre ans après être apparu dans le film de Cronenberg.

#### Années 2010
En 2010 et 2012, il joue le père de Nate Ford dans un épisode des saisons trois et quatre de la série Leverage,.
En février 2012, Skerritt joue le rôle titre dans la production Don Quichotte du Pacific Northwest Ballet (en). Il joue également son propre rôle le temps d'une brève scène du film Ted de Seth MacFarlane.
En 2014, il reprend le rôle du capitaine A. J. Dallas pour les besoins du jeu vidéo Alien: Isolation qui comprend également les retours de Sigourney Weaver, Yaphet Kotto, Veronica Cartwright et Harry Dean Stanton. La même année, il apparait également dans deux épisodes de la cinquième saison de la série judiciaire The Good Wife,. Enfin, il retrouve son ex-co-star de Picket Fences, Lauren Holly, pour jouer avec elle le rôle d'Ulysses S. Grant dans Field of Lost Shoes (en).
En 2015, il apparait en tant qu'invité dans un épisode de la première saison de la série Madam Secretary.
En 2017, il retrouve son partenaire d'Alien, Harry Dean Stanton, dans Lucky, le dernier film de ce dernier.

#### Années 2020
En 2021 sort le film East of the Mountains (en) de S.J.Chiro (en), où il joue à l'âge de 88 ans le rôle d'un chirurgien atteint d'un cancer qui décide de passer les derniers instants de sa vie dans la maison de son enfance uniquement accompagné par son chien.

### Vie privée
Depuis 1988, il partage sa vie entre sa maison du lac Washington dans la banlieue de Seattle et une résidence secondaire sur l'île Lopez dans les îles San Juan.
La première épouse de Skerritt, Charlotte, est la mère de ses trois premiers enfants.  Sa seconde épouse, Sue, exploite un bed and breakfast à Seattle  Skerritt et elle ont eu un enfant, Colin.  Skerritt a une fille, Emi, avec sa femme actuelle, Julie Tokashiki.
Skerritt est fondateur et président de Heyou Media, une société de médias numériques basée à Seattle.

## Filmographie

### Cinéma
- 1962 : La guerre est aussi une chasse (War Hunt) de Denis Sanders : Sergent Stan Showalter
- 1964 : One Man's Way de Denis Sanders : Leonard Peale, Grown
- 1965 : Calloway le trappeur (Those Calloways) de Norman Tokar: Whit Turner
- 1970 : M*A*S*H de Robert Altman : Capitaine Augustus Bedford « Duke » Forrest
- 1971 : Deux Hommes dans l'Ouest (Wild Rovers) de Blake Edwards : John Buckman
- 1971 : Harold et Maude (Harold and Maude) d'Hal Ashby : Un officier de police
- 1972 : Les Poulets (Fuzz) de Richard A. Colla : Le détective Bert Kling
- 1974 : Nous sommes tous des voleurs (Thieves Like Us) de Robert Altman : Dee Mobley
- 1974 : Joe et Margherito (Arrivano Joe e Margherito) de Giuseppe Colizzi : Margherito
- 1974 : Super Nanas (en) (Big Bad Mama) de Steve Carver : Fred Diller
- 1975 : La Pluie du diable (The Devil's Rain) de Robert Fuest : Tom Preston
- 1976 : ...e tanta paura de Paolo Cavara : L'inspecteur chef
- 1976 : La madama de Duccio Tessari: Jack
- 1977 : Le Tournant de la vie (The Turning Point) de Herbert Ross : Wayne
- 1978 : Faut trouver le joint (Up in Smoke) de Lou Adler : Strawberry
- 1978 : Château de rêves (Ice Castles), de Donald Wrye : Marcus Winston
- 1979 : Alien, le huitième passager (Alien) de Ridley Scott : le capitaine A. J. Dallas
- 1981 : A Dangerous Summer de Quentin Masters : Howard Anderson
- 1981 : Savage Harvest de Robert L. Collins : Casey
- 1981 : Silence of the North de Allan Winton King : Walter Reamer
- 1982 : Philadelphia Security de Lewis Teague : John D'Angelo
- 1984 : Dead Zone (The Dead Zone) de David Cronenberg : le shérif Bannerman
- 1986 : Top Gun de Tony Scott : Mike Metcalf, indicatif « Viper »
- 1986 : Cap sur les étoiles de Harry Winer : Le commandant Zach Bergstrom (mari d’Andie)
- 1986 : Le Camp de l'enfer (Opposing Force) d'Eric Karson : Logan
- 1986 : Wisdom d'Emilio Estevez : Lloyd Wisdom
- 1987 : Maid to Order : Charles Montgomery
- 1987 : La Gagne (The Big Town) de Ben Bolt : Phil Carpenter
- 1988 : Honor Bound (en) de Jeannot Szwarc : Sam Cahill
- 1988 : Poltergeist 3 de Gary Sherman : Bruce Gardner
- 1989 : Big Man on Campus de Jeremy Paul Kagan : Dr Webster
- 1989 : Potins de femmes (Steel Magnolias) de Herbert Ross : Drum Eatenton
- 1990 : La Relève (The Rookie) de Clint Eastwood : Eugene Ackerman
- 1990 : The China Lake Murders
- 1992 : Face à face (Knight Moves) de Carl Schenkel : Capitaine Frank Sedman
- 1992 : Wild Orchid 2: Two Shades of Blue de Zalman King : Ham McDonald
- 1992 : Fleur de poison (Poison Ivy) de Katt Shea : Darryl Cooper
- 1992 : Et au milieu coule une rivière (A River Runs Through It) de Robert Redford : Le révérend Maclean
- 1992 : Singles de Cameron Crowe : Mayor Weber
- 1997 : Contact de Robert Zemeckis : David Drumlin
- 1998 : Phoenix Arizona (Smoke Signals) de Chris Eyre : Le chef de la police
- 1999 : L'Autre Sœur (The Other Sister) de Garry Marshall : Dr Radley Tate
- 2001 : Texas Rangers, la revanche des justiciers (Texas Rangers) de Steve Miner : Richard Dukes
- 2002 : Tuscaloosa de Benjamin Flaherty
- 2002 : La guérison du cœur (Changing Hearts) de Martin Guigui : Johnny Pinkley
- 2002 : Compte à rebours explosif (Greenmail) (vidéo) : Tom Bradshaw
- 2003 : Les Larmes du Soleil (Tears of the Sun) d'Antoine Fuqua: Capitaine Bill Rhodes
- 2003 : Swing de Martin Guigui : George Verdi
- 2006 : Bonneville de Christopher N. Rowley : Emmett
- 2008 : Beer for My Horses de Michael Salomon : Sheriff Wilson Landry
- 2009 : For Sale by Owner de Robert J. Wilson : Clive Farrier
- 2009 : The Velveteen Rabbit : Horse
- 2009 : Whiteout de Dominic Sena : Dr John Fury
- 2012 : Ted : lui-même
- 2013 : Middleton d'Adam Rodgers : Professeur Roland Emerson
- 2016 : Un hologramme pour le roi (A Hologram for the King) de Tom Tykwer : Ron
- 2017 : Lucky de John Carroll Lynch : Fred
- 2017 : Day of Days (en) de Kim Bass (en) : Walter
- 2021 : East of the Mountains (en) de S.J.Chiro (en) : Ben Givens
- 2021 : Catch the Bullet de  Michael Feifer : Dex

Catch the Bullet

### Télévision

#### Téléfilms
- 1971 : The Birdmen (en) : Orville « Fitz » Fitzgerald
- 1971 : Le Virginien (TV) saison 9 épisode 14 (Nan Allen) : Bobby Allen
- 1975 : The Last Day : Bill Powers
- 1978 : Maneaters Are Loose! : John Gosford
- 1984 : Calendrier sanglant (en) (Calendar Girl Murders) : lieutenant Dan Stoner
- 1984 : A Touch of Scandal  : le père Dwelle
- 1986 : Un long chemin (Miles to Go...) : Stuart Browning
- 1986 : Parent Trap 2 : Bill Grand
- 1987 : Poker Alice (en) : Jeremy Collins
- 1988 : Moving Target (en): Joseph Kellogg
- 1988 : Nightmare at Bitter Creek : Ding
- 1989 : The Heist : Ebbet Berens
- 1989 : Red King, White Knight : Stoner
- 1990 : The China Lake Murders : shérif Sam Brodie
- 1990 : Child in the Night : Bass
- 1990 : L'Amour en jeu : Juge Warren Danvers
- 1992 : Une deuxième chance (Getting Up and Going Home) : Jack Montgomery
- 1992 : Cœurs en feu (In Sickness and in Health) : Jarrett Mattison
- 1997 : La Secte (Divided by Hate) : Steve Riordan
- 1997 : Les Secrets du silence (What the Deaf Man Heard) : Norm Jenkins
- 1998 : Two for Texas : Sam Houston
- 1999 : Into the Wild Blue : Hôte
- 1999 : Liaison mortelle (The Hunt for the Unicorn Killer) : Fred Maddux
- 1999 : Aftershock : Tremblement de terre à New York (Aftershock: Earthquake in New York) : Thomas Ahearn
- 2000 : Cabale médiatique (en) (An American Daughter) : Walter
- 2000 : High Noon : Will Kane
- 2000 : Jackie Bouvier Kennedy Onassis : Joseph P. « Joe » Kennedy
- 2001 : Chestnut Hill : Daniel Eastman
- 2001 : The Voyage to Atlantis: The Lost Empire : Hôte
- 2002 : Sur le chemin de la guerre (Path to War) de John Frankenheimer : Général William Westmoreland
- 2004 : Homeland Security : Amiral McKee
- 2005 : La Colline aux adieux (Vinegar Hill) : Fritz Grier
- 2005 : Cyclone Catégorie 7 : Tempête mondiale (téléfilm) : Colonel Mike Davis
- 2006 : Mammoth : Simon Abernathy
- 2006 : Désolation (Desperation) : John Edward Marinville
- 2008 : Dr Jekyll and Mr. Hyde : Gabe Utterson
- 2011 : Un amour ne meurt jamais : Jack Conners

#### Série télévisées
- 1962, 1964- 1965, 1968 et 1971 : Le Virginien (The Virginian) : Bill Landers / Bobby Allen / Rafe / Moran / Rev. Paul Martin
- 1962, 1965-1967 : Combat : Burke / Hinks / Glinski / Sgt. Decker / Un soldat
- 1963 : Laramie : Price
- 1963 : The Real McCoys : Mailman
- 1963-1966 et 1968 : Les Aventuriers du Far-West (Death Valley Days) : Emmett Dalton / Patrick Hogan / Sam Clemens
- 1964 : La Grande Caravane (Wagon Train) : Hamish Browne
- 1964 : Mon Martien favori (My Favorite Martian) : Dr Edgar Edgarton
- 1964-1967 : 12 O'Clock High (en) : Lt. Paddy Gialella / Sgt. Ben Rodale / Tech. Sgt. Neely
- 1964 et 1973 : Bonanza : Jerry / Caporal Bill Tanner
- 1965 : Voyage au fond des mers (Voyage to the Bottom of the Sea) : Richardson
- 1965-1966 : Le Fugitif (The fugitive) : Neely Hollister / Pete
- 1965-1966, 1970 et 1972 : Gunsmoke : Ben Stone / Tuck Frye / Edmund Dano / Orv Timpson / Fred Garth
- 1965 : Further Adventures of Gallegher: The Daily Press vs. City Hall  (épisode 3) : Corky Mardis
- 1966 : Au cœur du temps (The Time Tunnel), épisode 12 Un piège mortel (The death trap) de William Hale
- 1967 : Mannix épisode 07 Le gourou (Warning: Live Blueberries) de Vincent McEveety : Morgan Carpenter
- 1967 : Hallmark Hall of Fame : Trapani
- 1968 : Cimarron (Cimarron Trip) : Enoch Shelton
- 1968 : Sauve qui peut (Run for your Life) : Lou Patterson
- 1968 : Brigade criminelle (Felony Squad) : Gerald Gardner
- 1969 : The Outsider : Arnie Cambor
- 1969 : Ranch L (Lancer) : Bill Blake
- 1970 : Hawaï police d'État (Hawaii Five-O) : Lew Morgan
- 1970 : Médecins d'aujourd'hui (Medical Center) : Artie Atwood
- 1970 : Les règles du jeu (The Name of the Game) : Pete
- 1971-1972 et 1975 : Cannon  : Dude / Toby Hauser / Sheriff Andrews
- 1974 : Dossiers brûlants (Kolchak: The Night Stalker) : Robert W. Palmer
- 1975 : Barnaby Jones  : Darrin Addison
- 1976 : Les Origines de la mafia (Alle origini della mafia) : Bernardino Campo
- 1976 : Section 4 : Maynar Hill
- 1978 : Baretta : Al Brimmer
- 1983 : Ryan's Four : Dr Thomas Ryan
- 1986 : Le Voyageur (The Hitchhiker) : Détective Frank Sheen
- 1986 : La Cinquième Dimension (The Twilight Zone) : Alex Mattingly
- 1986 : Cap Danger (Danger Bay) : Don Bared
- 1987 - 1988 : Cheers : Evan Drake
- 1992-1996 : Un drôle de shérif ou High Secret City : la ville du grand secret (Picket Fences) : Shérif Jimmy Brock
- 1997 : Chicago Hope : La Vie à tout prix (Chicago Hope) : Jim Kellner
- 2002 : Will et Grace : Dr Jay Markus
- 2003 : À la Maison-Blanche (The West Wing) : Sénateur Chris Carrick
- 2004 : État d'alerte (The Grid) : Le directeur adjoint de la CIA Acton Sandman
- 2004 : New York, unité spéciale (Law & Order: Special Victims Unit) (saison 5, épisode 24)  : le juge Oliver Taft
- 2006-2009 : Brothers & Sisters : William Walker
- 2006 : Huff : Ben Huffstodt
- 2007 : Alerte tsunamis (en) (Killer Wave) de Bruce McDonald (mini-série, épisodes 1 et 2) : Victor Bannister
- 2007 : Fallen (mini-série) : Zeke
- 2007 : Dead Zone : Herb Smith
- 2008 : The Trojan Horse : le président Stanfield
- 2009 : The Closer : Joey "Joey O" Olin
- 2010 : Leverage : Jimmy Ford
- 2011-2012 : FBI : Duo très spécial : Robert Mitchell (saison 3, épisode 14)
- 2014 : The Good Wife : James Paisley (saisons 5, épisodes 12 et 21)
- 2015 : Madam Secretary : Patrick McCord  (saisons 1, épisode 13)

## Jeux vidéo
- 2005 : Gun : Clay Allison
- 2014 : Alien Isolation : le capitaine A. J. Dallas

## Voix francophones
De 1970 à 1990, Tom Skerrit est notamment doublé en version française par Michel Paulin dans Les Poulets, Poltergeist 3 et L'Amour en jeu. Si Jean Roche le double en 1975 dans La Pluie du diable puis en 1979 dans Alien, Tom Skerrit est doublé à titre exceptionnel durant cette période par Philippe Ogouz dans MASH, Serge Lhorca dans Le Tournant de la vie, Daniel Gall dans Faut trouver le joint, Pierre Santini dans Philadelphia Security, Georges Claisse dans Dead Zone, Jean-Claude Balard dans Top Gun, Nicolas Vogel dans La Gagne, Jean Barney dans Le Camp de l'enfer et Marcel Guido dans La Relève.
Le doublant en 1974 dans Dossiers brûlants, Bernard Tiphaine devient sa voix régulière à partir de la série Un drôle de shérif en 1992. Par la suite, il le retrouve notamment dans Texas Rangers : La Revanche des justiciers, État d'alerte, Fallen, Brothers and Sisters, Dead Zone, FBI : Duo très spécial, The Good Wife ou encore Madam Secretary.
En parallèle, il est doublé à deux reprises par Patrick Raynal dans Les Larmes du Soleil et Bonneville, ainsi qu'à titre exceptionnel par Gilles Segal dans Potins de femmes, Marc de Georgi dans Face à face, Philippe Dumat dans Singles, Jean Lagache dans Et au milieu coule une rivière, Gilles Guillot dans Contact, Hervé Bellon dans Compte à rebours explosif, Michel Le Royer dans New York, unité spéciale, Pierre Dourlens dans Huff, Michel Ruhl dans The Closer : L.A. enquêtes prioritaires et Bruno Forget dans Leverage.